# Laguna de Guayatayoc

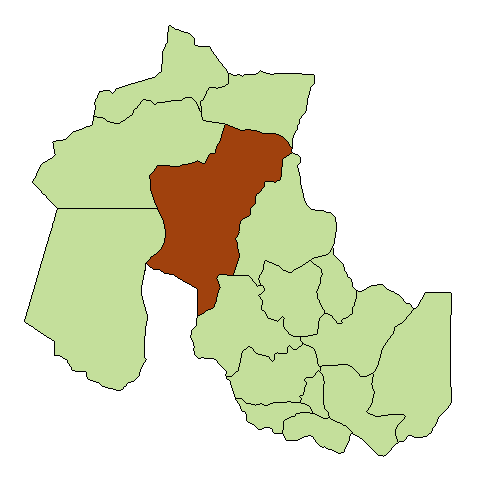
Situation du département de Cochinoca dans la province de Jujuy

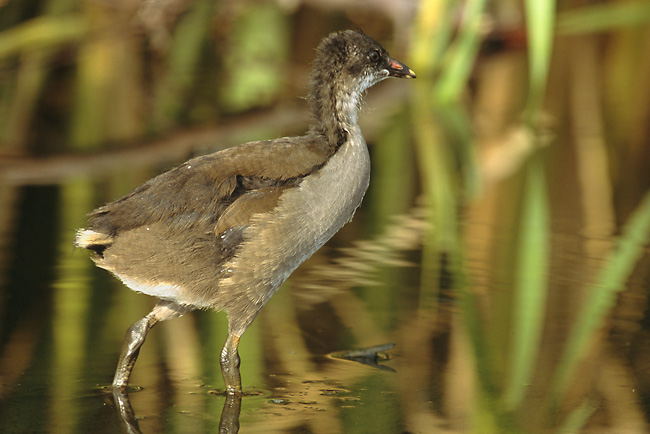
jeune gallinule poule d'eau

La Laguna de Guayatayoc est une étendue d'eau salée d'Argentine, située dans le sud du département de Cochinoca de la province de Jujuy, c’est-à-dire à l'extrême nord-ouest du pays.
La lagune de Guayatayoc est pratiquement unie avec les Salinas Grandes de Jujuy. Sa superficie est très variable en fonction des saisons et ou des cycles longs de sècheresse et d'humidité. Dans la puna, la saison des pluies a lieu en été (décembre à mars). C'est de ce fait durant les mois de mars et avril, lorsque se terminent les principales précipitations de la région, qu'elle atteint sa plus grande taille couvrant une 
superficie approximative de 240 km2 et plus ou moins 6 mètres de profondeur.

## Faune aviaire
C'est un endroit où l'on peut observer entre autres d'importantes populations des diverses variétés de flamants : les flamants de James (Phoenicoparrus jamesi), les flamants des Andes (Phoenicoparrus andinus), et les flamants du Chili.
La ville la plus proche est Abra Pampa.